# Setanta Sports Cup
La Setanta Sports Cup, també anomenada Setanta Cup, és una competició futbolística que enfronta clubs de les dues associacions d'Irlanda (nord i sud). Va ser creada l'any 2005. És patrocinada per la televisió de cable irlandesa Setanta Sports. A la competició participen 4 equips de cada lliga.
La Setanta Cup és la primera competició de tota Irlanda des dels anys 80. Anteriorment ja s'havien disputat competicions similars, com foren:
- Dublin and Belfast Intercity Cup 1941/42-1948/49
- North-South Cup 1961/62-1962/63
- Blaxnit Cup 1967/68-1973/74
- Texaco Cup 1973/74-1974/75
- Tyler Cup 1978-1980

## Historial
- 2005: Linfield FC 2-0 Shelbourne FC (al Tolka Park, Dublín)
- 2006: Drogheda United 1-0 (pr.) Cork City FC (al Tolka Park, Dublín)
- 2007: Drogheda United 1-1 (4-3 pen.) Linfield FC (al Windsor Park, Belfast)